# Kulturen på P1
Kulturen er et radioprogram på DR P1, som har sendt siden februar 2018, og som afløste programmet P1 Eftermiddag, der havde sendt siden 2014. Fra 2022 skiftede programmet navn fra Kulturen på P1 til blot at hedde Kulturen. Det er et værtsbaseret program med gæster i studiet, telefoninterviews og enkelte reportager, og det sendes mandag til torsdag mellem kl. 14 og 16.
Programmets værter er Casper Dyrholm, Jesper Dein, Karen Secher, Linnea Albinus Lande og Chris Pedersen. Redaktør er Lasse Lauridsen. I 2022 tiltrådte Mette-Line Thorup som redaktionschef for DR's Debat og Kultur Lyd, hvorunder Kulturen på P1 hører.

## Modtagelse
Kulturen på P1 blev kort efter sin start anmeldt af Lone Nikolajsen i Information. Ifølge anmeldelsen er man i trygge hænder i Kulturen på P1, men det ville næppe blive omtalt i programmet, hvis man ikke havde noget pænt at sige om et kulturprodukt. Konklusionen var, at Kulturen på P1 holder et stabilt niveau med få overraskelser.
Mads Gordon Ladekarl og Nikolaj Krogh Bonde på Syddansk Universitet (SDU) undersøgte i et speciale alt kulturstof på Kulturen på P1 og i Politiken, Jyllands-Posten og Information over syv dage i 2019. Kun to af 227 artikler og indslag kunne ifølge dem defineres som kritisk, undersøgende kulturjournalistik, ingen af dem var fra Kulturen på P1.
I 2023 blev Kulturen nomineret til prisen for 'Årets Hverdagsflade' ved radioprisen 'Prix Audio'.
I 2024 blev Kulturen nomineret til ArtBeats 'Impact Prisen' for "...i en længere periode har stået i spidsen for en bemærkelsesværdig og vedholdende kulturformidling med indiskutabel impact i kulturlivet."